# Joakim Nätterqvist
Dag Joakim Tedson "Jocke" Nätterqvist es un actor sueco, más conocido por haber interpretado a Arn Magnusson en las series de películas y miniserie Arn.

## Biografía
Es hijo de los deportistas suecos Ted Nätterqvist y Pia Levin Nätterqvist.
Su abuelo es el ahora fallecido jinete sueco Dag Nätterqvist.
Habla con fluidez Sueco e Inglés.
Se casó con la actriz sueca Cecilia Häll, la pareja tuvo un hijo, Zeth Häll Nätterqvist, sin embargo se divorciaron más tarde.
Joakim salió con Sunshine Cunningham-Cole, pero la relación terminó.

## Carrera
Joakim fue miembro de la banda britpop/indie pop "Nacissistic Street", en el 2008 lanzaron el CD Soldier in Me.
Es uno de los fundadores del "Actors Studio Stockholm", una academia de teatro de dos años.
En 2007 se unió al elenco principal de la película Arn: Tempelriddaren donde interpretó por primera vez al caballero templario Arn Magnusson.
En el 2008 se unió al elenco de la película Arn: Riket vid vägens slut donde interpretó nuevamente a Arn Magnusson.
En el 2010 interpretó por última vez al caballero Arn Magnusson en la miniserie Arn.
En el 2011 se unió al elenco de la serie sueca Elsas Värld donde interpretó al exitoso diseñador Hugo Cronstedt, hasta el final de la serie en 2013.
En el 2014 prestó su voz para el personaje del caballero jedi Kanan Jarrus en la versión sueca de la serie de televisión animada Star Wars Rebels.
En el 2016 apareció como invitado en la serie sueca Maria Wern donde interpretó a Torwalds durante el episodio "Smutsiga avsikter".

## Filmografía[4]

### Series de televisión
| Año         | Título                  | Personaje          | Notas                         |
| ----------- | ----------------------- | ------------------ | ----------------------------- |
| 2016        | Maria Wern              | Torwalds           | episodio "Smutsiga avsikter"  |
| 2011 - 2013 | Elsas Värld             | Hugo               | 27 episodios                  |
| 2012        | Hellenius Hörna         | Riddare            | episodio "Lena Olin"          |
| 2011        | Covert Affairs          | Little Magnus      | episodio "Letter Never Sent"  |
| 2010        | Arn                     | Arn Magnusson      | 6 episodios - miniserie       |
| 2009        | Livet i Fagervik        | Rasmus             | 12 episodios                  |
| 2008        | Häxdansen               | Henke              | 6 episodios - miniserie       |
| 2005        | Kommissionen            | Björn              | episodio "Den andra attacken" |
| 2004        | Linné och hans apostlar | Daniel Solander    | 2 episodios - miniserie       |
| 2003        | Talismanen              | Ladrón Fisken      | episodio # 1.1 - miniserie    |
| 2002        | Stackars Tom            | Tom                | 3 episodios - miniserie       |
| 2002        | S.P.U.N.G               | Novio de Ana-Maria | 4 episodios                   |
| 1998        | Beck                    | Jon-Anders         | episodio "Öga för öga"        |
| 1998        | Aspiranterna            | Moses              | 2 episodios                   |

### Películas
| Año  | Título                     | Personaje     | Notas |
| ---- | -------------------------- | ------------- | --- |
| 2011 | Kyss mig                   | Tim Bratthall | junto a Liv Mjönes, Krister Henriksson, Lena Endre, Ruth Vega Fernandez y Josefine Tengblad              |
| 2008 | Arn: Riket vid vägens slut | Arn Magnusson | junto Sofia Helin, Stellan Skarsgård, Gustaf Skarsgård, Joel Kinnaman, Martin Wallström y Bill Skarsgård |
| 2007 | Arn: Tempelriddaren        | Arn Magnusson | junto a Sofia Helin, Stellan Skarsgård, Michael Nyqvist, Gustaf Skarsgård y Simon Callow                 |

### Teatro
| Año  | Obra                   | Personaje | Director      | Teatro | Notas                                   |
| ---- | ---------------------- | --------- | ------------- | ------ | --------------------------------------- |
| 2002 | A View from the Bridge | Rodolpho  | -             | -      | -                                       |
| -    | A Doll's House         | -         | -             | -      | -                                       |
| -    | Leading Ladies         | Leo       | Ricky Andreis | -      | junto Göran Gillinger y Sara Sommerfeld |